# Mário de Araújo Cabral
Mário de Araújo „Nicha” Cabral (ur. 15 stycznia 1934 roku w Cedofeicie, zm. 17 sierpnia 2020) – portugalski kierowca Formuły 1.

## Wyniki w Formule 1
- Grand Prix Portugalii 1959 (Cooper – Maserati) – 10 miejsce
- Grand Prix Portugalii 1960 (Cooper – Maserati) – nie ukończył (38. okrążenie, wypadek)
- Grand Prix Niemiec 1963 (Cooper – Climax) – nie ukończył (6 okrążenie, skrzynia biegów)
- Grand Prix Włoch 1964 (Derrington-Francis – ATS) – nie ukończył (25 okrążenie, zapłon)